# Federal Information Processing Standard
I Federal Information Processing Standards (FIPS; in italiano: Norme federali per il trattamento delle informazioni) sono documenti pubblicati dal governo degli Stati Uniti d'America riguardanti standard che i vari apparati del governo statunitense e le agenzie (escluse quelle militari) devono seguire. Spesso gli standard FIPS sono varianti di quelli ANSI, IEEE, ISO, ecc.

## Descrizione
Tutti gli standard FIPS sono sviluppati specificamente per le esigenze del governo statunitense come accade, ad esempio, con quello per cifrare i dati Data Encryption Standard (FIPS 46) e il suo successore l'Advanced Encryption Standard.
Esempi di standard FIPS:
- FIPS two-letter country codes (10-4)
- FIPS place code (55-3)
- FIPS county code (6-4)
- FIPS state code (5-2)